# Cabinet Office Headquarters
Cabinet Office Headquarters es la sede del Cabinet Office situado en el 70 Whitehall, junto a Downing Street. El edificio conecta tres propiedades históricamente distintas, así como los restos de las canchas de tenis de 1530 de Enrique VIII, parte del Palacio de Whitehall, que se pueden ver dentro del edificio. La fachada de Whitehall fue diseñada por Sir John Soane y completada por Sir Charles Barry entre 1845 y 1847 como los Edificios del Tesoro. Inmediatamente al oeste, Dorset House (1700) conecta el frente del edificio con el Tesoro de William Kent (1733-1736), que da a Horse Guards Parade. Este último está construido sobre el solar del Cockpit, utilizado para peleas de gallos en el período Tudor, y posteriormente como teatro. A principios de la década de 1960, los edificios fueron restaurados y muchos de los restos Tudor fueron expuestos y reparados. Fue renovado significativamente entre 2010 y 2016, haciendo el espacio abierto y crearon un nuevo espacio de oficinas. Las salas de reuniones de la Oficina del Gabinete se encuentran en este sitio.
Asimismo, el departamento ocupa otros edificios en Whitehall y sus alrededores, incluida parte de 1 Horse Guards, así como sitios en otras partes del país.